# Giovanni da Casale
Giovanni da Casale (Casale Monferrato, 1320 circa – dopo il 1375) è stato un filosofo e teologo italiano, autore di opere di teologia e scienza e legato pontificio.

## Biografia
Nacque a Casale Monferrato intorno al 1320. Successivamente entrò nell'ordine francescano nella provincia genovese. Fu docente presso lo studio francescano di Assisi dal 1335 al 1340.
Circa nel 1346 scrisse il trattato Quaestio de velocitate motus alterationis, 
ispirato alle dottrine di Richard Swineshead e di Nicola d'Oresme, e successivamente pubblicato a Venezia nel 1505. In esso presentò un'analisi grafica del movimento dei corpi uniformemente accelerati. La sua attività di insegnamento in fisica matematica influenzò gli studiosi che operarono all'università di Padova e, si crede, possa aver infine influenzato il pensiero scientifico di Galileo Galilei che ripropose idee simili più di due secoli dopo.